# Noordhorn
Noordhorn (en groningois : Noordhörn) est un village de la commune néerlandaise de Westerkwartier, situé dans la province de Groningue. 

## Géographie
Le village est situé à 8 km au nord-ouest de Groningue. Il est bordé par le canal Van Starkenborgh.

## Histoire
Noordhorn fait partie de la commune de Zuidhorn avant le 1er janvier 2019, date à laquelle celle-ci est rattachée à Westerkwartier.

## Démographie
Le 1er janvier 2018, le village comptait 1 355 habitants.